# Expedient Netanyahu
Expedient Netanyahu (títol original en anglès, The Bibi Files) és una pel·lícula documental estatunidenca de 2024 dirigida per Alexis Bloom. La pel·lícula inclou imatges filtrades de l'interrogatori del judici contra Binyamín Netanyahu. Es va projectar com a pel·lícula en procés al Festival Internacional de Cinema de Toronto de 2024 i es va estrenar oficial al Doc NYC el 14 de novembre de 2024. Més tard es va estrenar a la plataforma Jolt als Estats Units l'11 de desembre de 2024. S'ha subtitulat al català.